# Quellen zur Geschichte der Täufer
Quellen zur Geschichte der Täufer (abgekürzt: QGT) ist der Titel einer umfangreichen Sammlung von Dokumenten der reformatorischen Täuferbewegung. Bis zum dritten Band dieser Reihe, der 1938 erschien, lautete ihr Titel Quellen zur Geschichte der Wiedertäufer (abgekürzt: QGWT). Die Herausgabe dieser Quellensammlung, deren Anfänge in das Jahr 1919 zurückgehen und die bis heute noch nicht abgeschlossen ist, geschieht im Auftrag des Vereins für Reformationsgeschichte.
Ursprünglich war geplant, die schweizerischen Täuferdokumente in die QGT aufzunehmen. Die Folgen des Zweiten Weltkriegs führten jedoch zu einer eigenständigen Sammlung täuferischer Dokumente. Der Titel dieser ebenfalls unvollendeten Reihe lautet Quellen zur Geschichte der Täufer in der Schweiz (abgekürzt: QGTS). Der erste Band dieser Reihe, der von Leonhard von Muralt und Walter Schmid herausgegeben wurde, erschien 1952 in Zürich.

## Geschichte

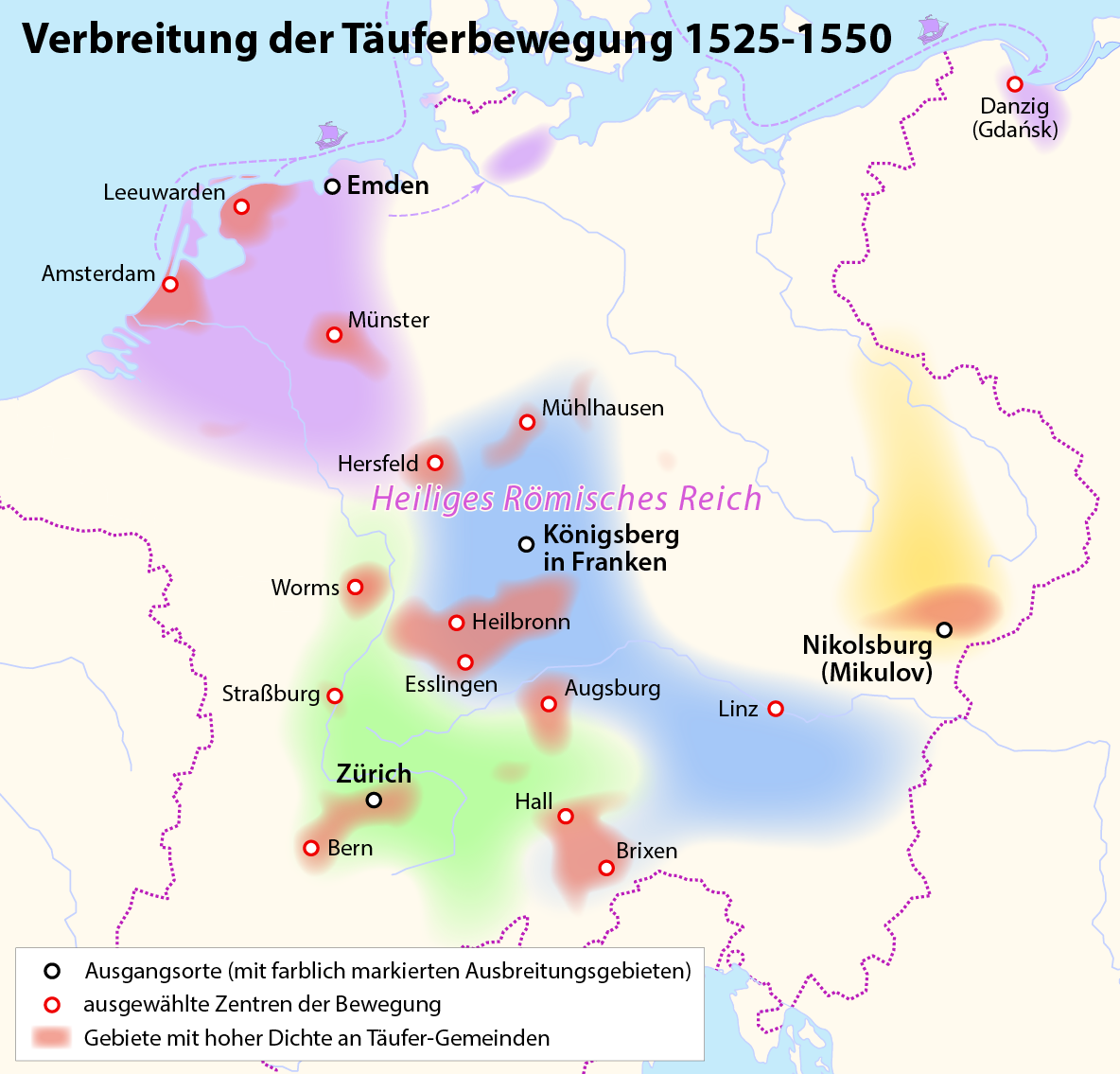
Regionen der Täuferbewegung (1525–1550)

Nachdem bereits in verschiedenen Regionen Deutschlands Quellenmaterial zur Geschichte der Täufer mehr oder weniger systematisch gesammelt worden war, entschloss sich der Verein für Reformationsgeschichte zu einer langfristig und möglichst umfassend angelegten Edition von Dokumenten der Täuferbewegung. Um diesen Beschluss umzusetzen, wurde eine besondere Kommission gegründet. Ihre Aufgabenstellung war, den inhaltlichen und zeitlichen Umfang der Sammlung zu fixieren, ihn dann unter territorialen Gesichtspunkten zu gliedern und für die einzelnen Bereiche Bearbeiter zu finden. Die Arbeit fand wesentliche Unterstützung durch den Mennonitischen Geschichtsverein sowie durch die mennonitischen Kirchenhistoriker Christian Hege und Christian Neff. Zu den ersten Bearbeitern, die die Kommission gewinnen konnte, gehörten unter anderem Gustav Bossert, sen., Leonhard von Muralt und Johann Loserth. Letzterer veröffentlichte bereits 1929 Quellenmaterial zur Geschichte der oberdeutschen Täufer im 16. Jahrhundert.
Erst 1930 konnte aufgrund der wirtschaftlichen Probleme der 1920er Jahre der erste Band mit großzügiger finanzieller Unterstützung durch den preußischen Staat in Druck gehen. Er erschien in Leipzig und enthielt die Täuferakten des Herzogtum Württembergs. Herausgeber war Gustav Bossert, jun., Sohn des bereits erwähnten Bossert, der bereits fünf Jahre vor der Herausgabe verstorben war, aber wesentlich an diesem ersten Band mitgewirkt hatte. Bis zum Beginn des Zweiten Weltkrieges erschienen noch zwei weitere Bände (Markgraftum Brandenburg, Abteilung I der bayrischen QGWT; Glaubenszeugnisse oberdeutscher Taufgesinnter I). Zwischen diesen beiden Bänden lag der Namenswechsel der Sammlung. Die Quellen zur Geschichte der Wiedertäufer wurden in Quellen zur Geschichte der Täufer umbenannt. Mit diesem Namenswechsel wollte man der Tatsache Rechnung tragen, dass die Bezeichnung Wiedertäufer einen polemischen Ursprung hat.
Der erste Nachkriegsband, der 1951 in Gütersloh veröffentlicht wurde, präsentiert die badischen und pfälzischen Quellen zu Täufergeschichte. Ihm folgte noch im selben Jahr ein Band mit Täuferakten der Freien Reichsstädte Regensburg, Kaufbeuren, Rothenburg ob der Tauber, Nördlingen, Schweinfurt und Weißenburg. Er ist als Quellenwerk Bayern, Abteilung II die Fortsetzung des II. Bandes der QGWT. Weitere regionale Sammlungen beziehen sich auf die Täufergeschichte im Elsass (Band VII, VIII, XV, XVI), Österreich (Band XI, XIII, XIV). Der zweite Teil der Glaubenszeugnisse oberdeutscher Taufgesinnter wurde 1967 als Band XII veröffentlicht. Auf Oberdeutschland bezieht sich auch der bislang jüngste Band der OGT. Er enthält das sogenannte Kunstbuch des Jörg Probst Rotenfelder, genannt Maler. Dabei handelt es sich um die Veröffentlichung einer frühen Sammlung täuferischer Schriften aus den Jahren 1527 bis 1552. Sie wurde 1955 von Heinold Fast in der Berner Burgerbibliothek unter der Signatur Cod. 464 entdeckt und bildete über Jahrzehnte einen Schwerpunkt seiner Forschungstätigkeit.
Das Prinzip der territorialen Systematik wurde erstmals 1955 durchbrochen. In diesem Jahr und nachfolgend 1956 und 1960 erschienen drei Teilbände mit einer Bibliographie und den gesammelten religiösen und exegetischen Schriften Hans Dencks. Auch der Band IX, der 1962 unter der Herausgeberschaft von Gunnar Westin und Torsten Bergsten erschien, weicht vom genannten Prinzip ab. Er enthält die gesammelten Schriften des Täufermärtyrers Balthasar Hubmaier. Eine Sonderstellung innerhalb der QGWT/QGT nimmt auch der 1962 von Hans-Joachim Hillerbrand herausgegebene Band X ein; er beinhaltet eine Bibliographie zur Geschichte des Täufertums im Zeitraum 1520 bis 1630.
Im XVIII. Band der QGT, dem Katalog der hutterischen Handschriften und Drucke aus hutterischem Besitz in Europa, bearbeitet von Matthias H. Rauert und Martin Rothkegel, herausgegeben von Gottfried Seebaß (2011), werden 462 Handschriften, Drucke und Druckwerke aus ehemaligem Besitz der hutterischen Brüder beschrieben. Der Katalog erfasst die Bestände in Europa; die hutterischen Schriften in Nordamerika sind nicht enthalten.
1952 erschien der erste Band der Quellen zur Geschichte der Täufer in der Schweiz. Herausgeber des Bandes, der sich mit den Zürcher Täuferdokumenten befasst und dessen Veröffentlichung durch die Kommunalgemeinde Zollikon nicht unwesentlich unterstützt wurde, waren Leonhard von Muralt und Walter Schmid. Den zweiten Band (1972) mit Quellen zur Täufergeschichte der Ostschweiz verantwortete der Emder Mennonitenpastor und Täuferforscher Heinold Fast. Die Bände III (Aargau – Bern – Solothurn, 2008) und IV (Drei Täufergespräche, 1974) wurden von Martin Haas besorgt.

## Bisher erschienene Bände

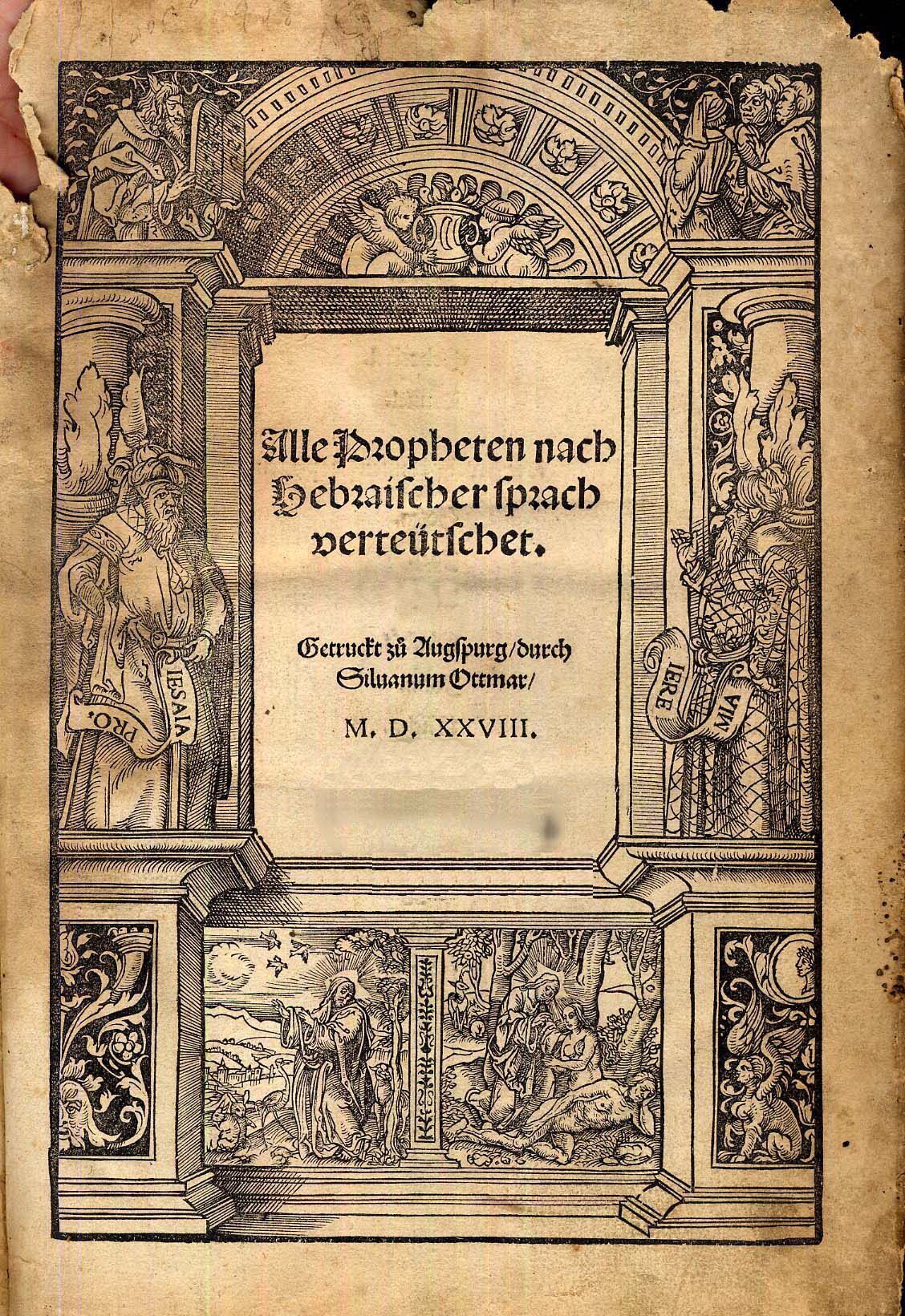
Titelblatt der Wormser Propheten – Sie finden sich in Band VI.3 der QGT

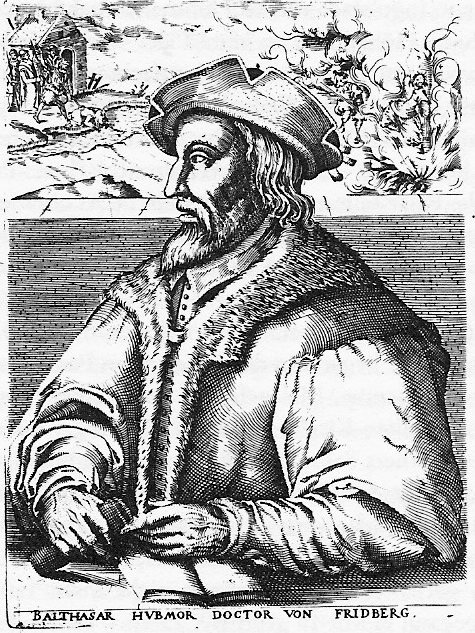
Balthasar Hubmaier – Seinen Schriften ist der Band IX gewidmet

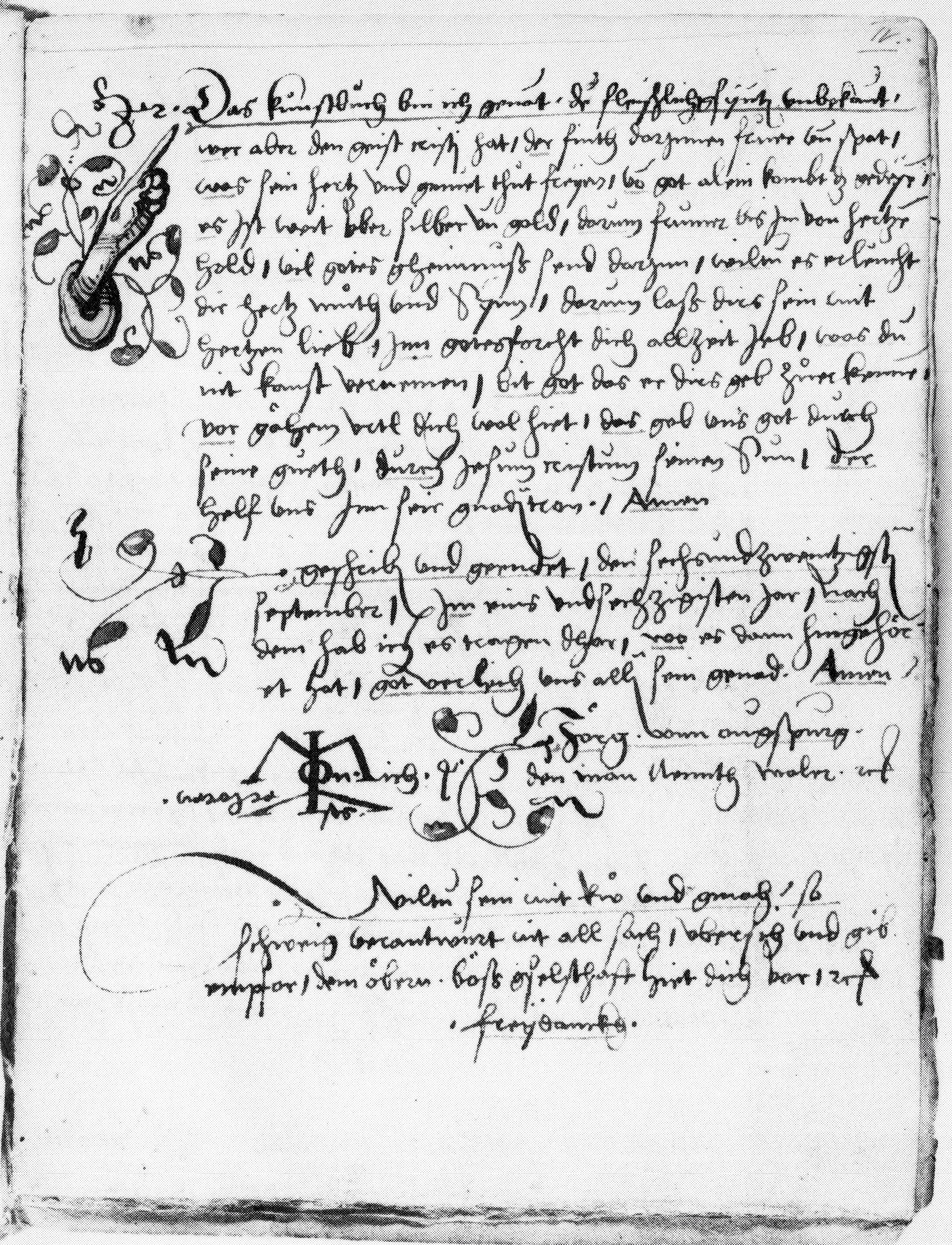
Titelblatt des Kunstbuches (siehe Band XVII der QGT)

### Quellen zur Geschichte der Wiedertäufer (QGWT)
- Bd. I (hg. Gustav Bossert): Herzogtum Württemberg, Leipzig 1930.
- Bd. II (hg. Karl Schornbaum): Markgraftum Brandenburg (Bayern Abt. I), Leipzig 1934.

### Quellen zur Geschichte der Täufer (QGT)
- Bd. III (hg. Lydia Müller): Glaubenszeugnisse oberdeutscher Taufgesinnter I, Leipzig 1938.
- Bd. IV (hg. Manfred Krebs): Baden und Pfalz, Gütersloh 1951, Reprint New York, London 1971.
- Bd. V (hg. Karl Schornbaum): Reichsstädte: Regensburg, Kaufbeuren, Rothenburg, Nördlingen, Schweinfurt, Weissenburg (Bayern Abt. II), Gütersloh 1951, Reprint New York, London 1971.
- Bd. VI: Hans Denck, Schriften
  - Teil 1 (hg. Georg Baring): Bibliographie, Gütersloh 1955.
  - Teil 2 (hg. Walter Fellmann): Religiöse Schriften, Gütersloh 1956.
  - Teil 3 (hg. Walter Fellmann): Exegetische Schriften, Gütersloh 1960.
- Bd. VII (bearb. von Manfred Krebs, Hans-Georg Rott): Elsaß I, Straßburg 1522–1532, Gütersloh 1959.
- Bd. VIII (bearb. von Manfred Krebs, Hans-Georg Rott): Elsaß II, Straßburg 1533–1535, Gütersloh 1960.
- Bd. IX (hg. Gunnar Westin, Torsten Bergsten): Balthasar Hubmaier. Schriften, Gütersloh 1962.
- Bd. X (hg. Hans-Joachim Hillerbrand): Bibliographie zur Geschichte des Täufertums 1520-1630, Gütersloh 1962.
- Bd. XI (bearb. von Grete Mecenseffy): Österreich I, (Gütersloh: Gerd Mohn, 1964).
- Bd. XII (hg. Robert Friedmann): Glaubenszeugnisse oberdeutscher Taufgesinnter II, Gütersloh 1967.
- Bd. XIII (bearb. von Grete Mecenseffy): Österreich II, (Gütersloh: Gerd Mohn, 1972).
- Bd. XIV (bearb. von Grete Mecenseffy und Matthias Schmelzer): Österreich III, (Gütersloh: Gerd Mohn, 1983), ISBN 3-579-01676-8
- Bd. XV (bearb. von Marc Lienhard, Stephen F. Nelson, Hans Georg Rott): Elsass III, Stadt Straßburg 1536–1542, Gütersloh 1986, ISBN 3-579-01678-4
- Bd. XVI (bearb. von Marc Lienhard, Stephen F. Nelson, Hans Georg Rott): Elsass IV, Stadt Straßburg 1543–1552, samt Nachträgen und Verbesserungen zu Teil 1, 2 und 3, Gütersloh 1988, ISBN 3-579-01679-2
- Bd. XVII (hg. Heinold Fast, Gottfried Seebaß, Martin Rothkegel): Briefe und Schriften oberdeutscher Täufer 1527–1555. Das „Kunstbuch“ des Jörg Probst Rotenfelder, gen. Maler (Burgerbibliothek Bern, Cod. 464), Gütersloh 2007, ISBN 3-579-01646-6 / ISBN 978-3-579-01646-7, Volltext in der Google-Buchsuche
- Bd. XVIII (bearb. von Matthias H. Rauert und Martin Rothkegel, hg. Gottfried Seebaß): Katalog der hutterischen Handschriften und Drucke aus hutterischem Besitz in Europa, zwei Bände, Gütersloh 2011, ISBN 978-3-579-05376-9

### Quellen zur Geschichte der Täufer in der Schweiz (QGTS)
- Bd. I (hg. Leonhard von Muralt, Walter Schmid): Zürich, Zürich 1952. 2. Aufl. Zürich 1974, ISBN 3-290-11342-6
- Bd. II (hg. Heinold Fast): Ostschweiz, Zürich 1972, ISBN 3-290-11338-8
- Bd. III (hg. Martin Haas): Aargau – Bern – Solothurn, Zürich 2008, ISBN 3-290-17319-4 bzw. ISBN 978-3-290-17319-7[7]
- Bd. IV (hg. Martin Haas): Drei Täufergespräche, Zürich 1974. ISBN 3-290-11344-2